# Liste der bangladeschischen Botschafter in Deutschland
Der bengalische Botschafter in Berlin repräsentiert die Regierung in Dhaka bei der Regierung der Bundesrepublik Deutschland. Er ist regelmäßig zeitgleich in Wien, Prag und Bratislawa akkreditiert.
Die beiden Regierungen nahmen 1972 diplomatische Beziehungen auf.

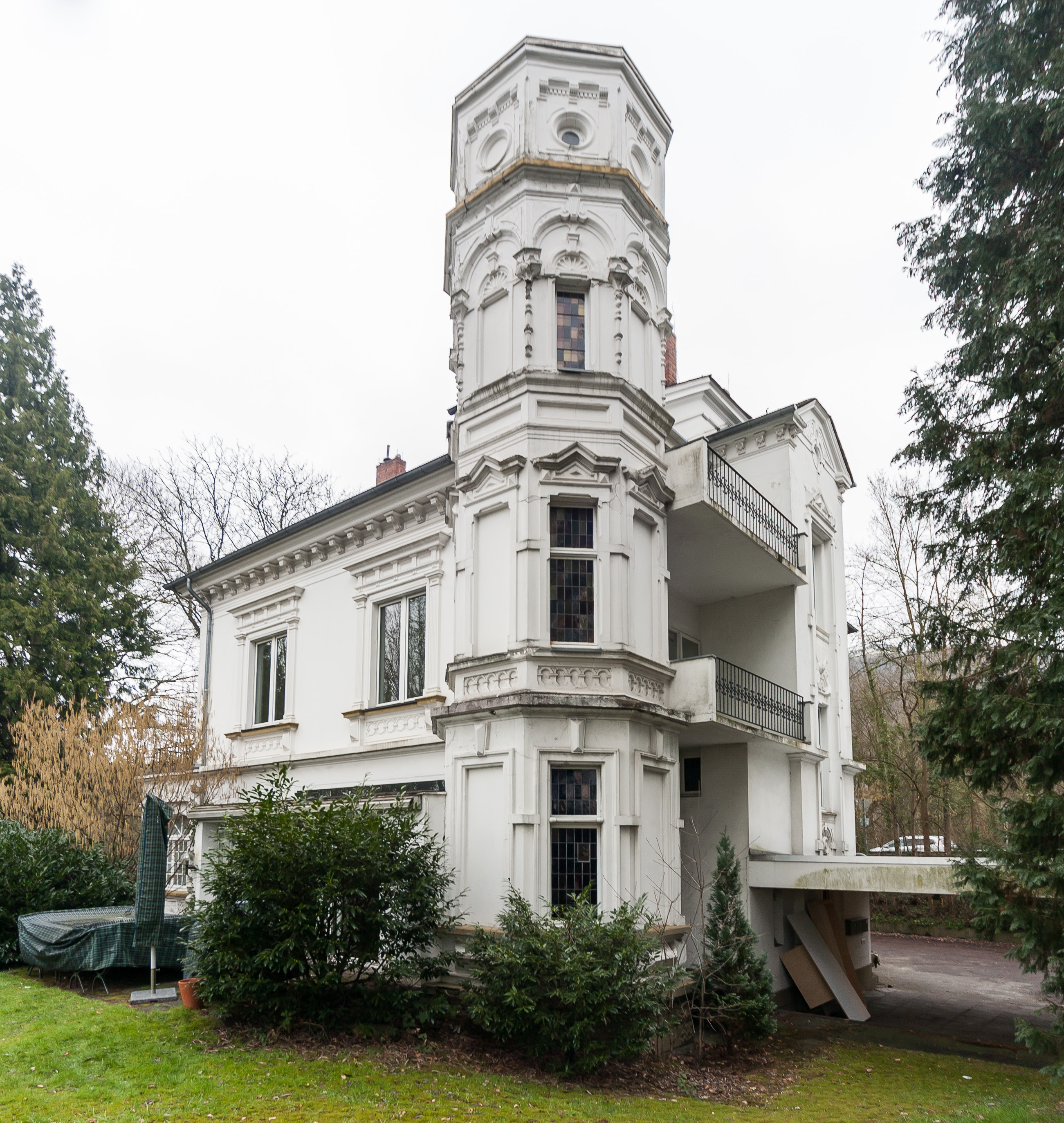
Am Lessing 6, Königswinter, bis 1976 Residenz des Bangladeschischen Botschafters in Bonn.

1999 wurde der Regierungssitz von Bonn nach Berlin verlegt, 2000 folgte der bangladeschische Botschaftssitz.
| Ernannt / Akkreditiert | Botschafter               | Bemerkungen | Liste der Regierungschefs von Bangladesch | Liste der deutschen Bundesregierungen | Posten verlassen |
| ---------------------- | ------------------------- | ----------- | ----------------------------------------- | ------------------------------------- | ---------------- |
| 1972                   | Humayun Rasheed Choudhury |             | Mujibur Rahman                            | Kabinett Brandt I                     | 1975             |
| 1975                   | Hosen Ali                 |             | Muhammad Mansur Ali                       | Kabinett Schmidt I                    | 1977             |
| Mai 1979               | Ali Kaiser Hasan Morshed  |             | Ziaur Rahman                              | Kabinett Schmidt II                   | Juli 1982        |
| 15. Apr. 1983          | Mir Shawkat Ali Bu        | Lt. Gen.    | A. F. M. Ahsanuddin Chowdhury             | Kabinett Kohl II                      | 28. Juli 1986    |
| 28. Juli 1986          | Muzammel Hussain          |             | Mizanur Rahman Chowdhury                  | Kabinett Kohl II                      | 20. Juni 1990    |
| 5. Juli 1990           | M. Anwar Hussain          |             | Shahabuddin Ahmed                         | Kabinett Kohl III                     | 1. Sep. 1992     |
| 22. Okt. 1992          | Abul Hassan Mahmud Ali    |             | Khaleda Zia                               | Kabinett Kohl IV                      | 30. Nov. 1995    |
| 11. Dez. 1995          | Shamsher Mobin Chowdhury  |             | Khaleda Zia                               | Kabinett Kohl V                       | 1. Feb. 1998     |
| 16. Feb. 1998          | Kazi Anwarul Masud        |             | Hasina Wazed                              | Kabinett Kohl V                       | 2001             |
| 24. Apr. 2001          | Ashfaqur Rahman           |             | Latifur Rahman                            | Kabinett Schröder I                   | 14. Nov. 2003    |
| 8. Dez. 2003           | Alimul Haque              |             | Khaleda Zia                               | Kabinett Schröder II                  | 30. Jan. 2005    |
| 8. Dez. 2003           | Abdul B. Manjoor Rahim    |             | Khaleda Zia                               | Kabinett Schröder II                  | 30. Jan. 2005    |
| 31. März 2010          | Masud Mannan              |             | Hasina Wazed                              | Kabinett Merkel II                    | 10. Feb. 2013    |
| 20. Nov. 2013          | Muhammad Ali Sorcar       | [ 2 ]       | Hasina Wazed                              | Kabinett Merkel II                    | 2017             |
| 17. Jan. 2017          | Imtiaz Ahmed              | [ 3 ]       | Hasina Wazed                              | Kabinett Merkel III                   | 2020             |
| 11. Nov. 2020          | Mosharraf Hossain Bhuiyan | [ 4 ]       | Hasina Wazed                              | Kabinett Merkel IV                    | 2025             |
| 24. März 2025          | Muhammad Zulqar Nain      | [ 5 ]       | Muhammad Yunus                            | Kabinett Scholz                       |                  |